# Erzsébet Szálló (Paks)

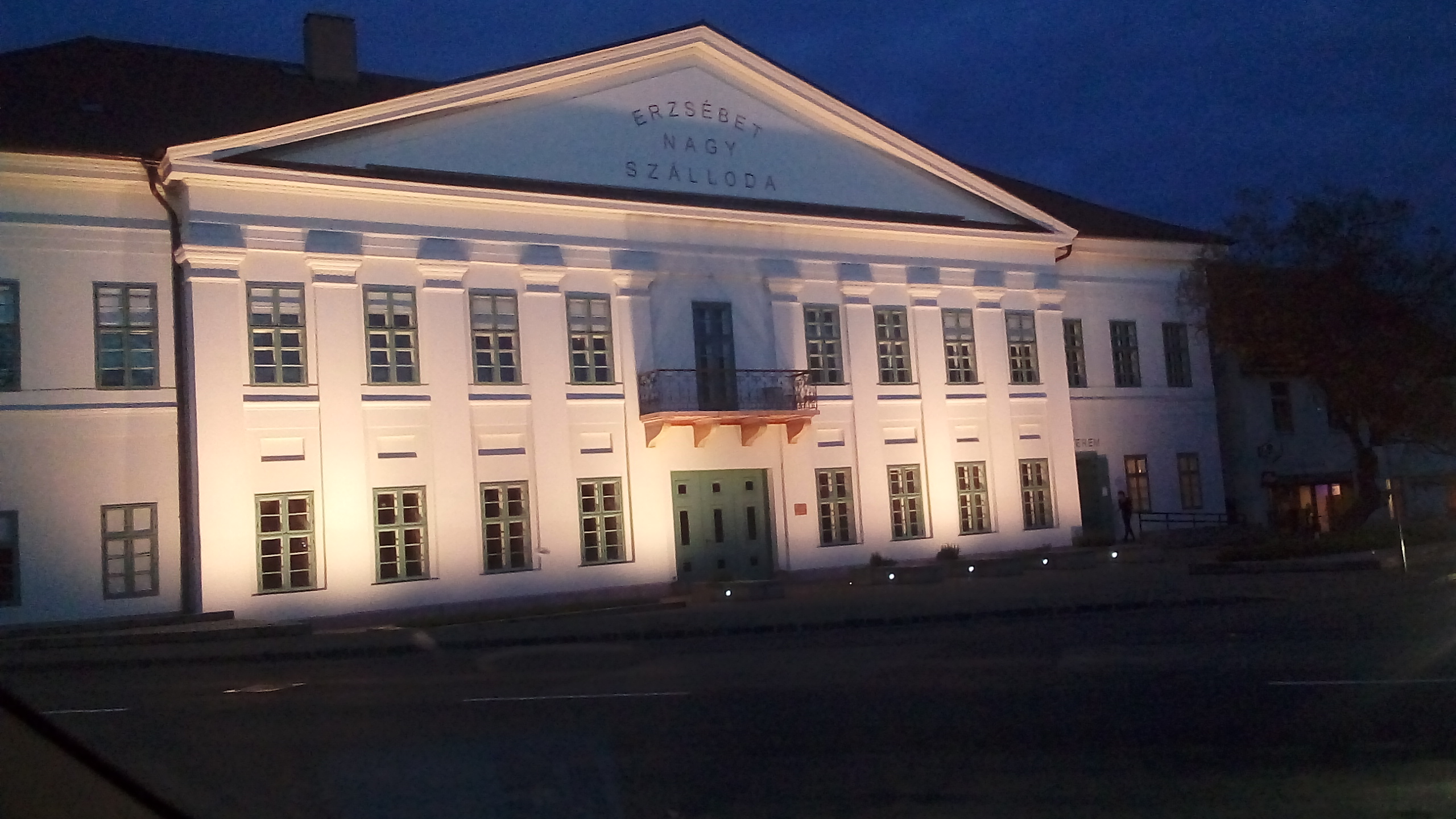
A Nagyszálló éjjel

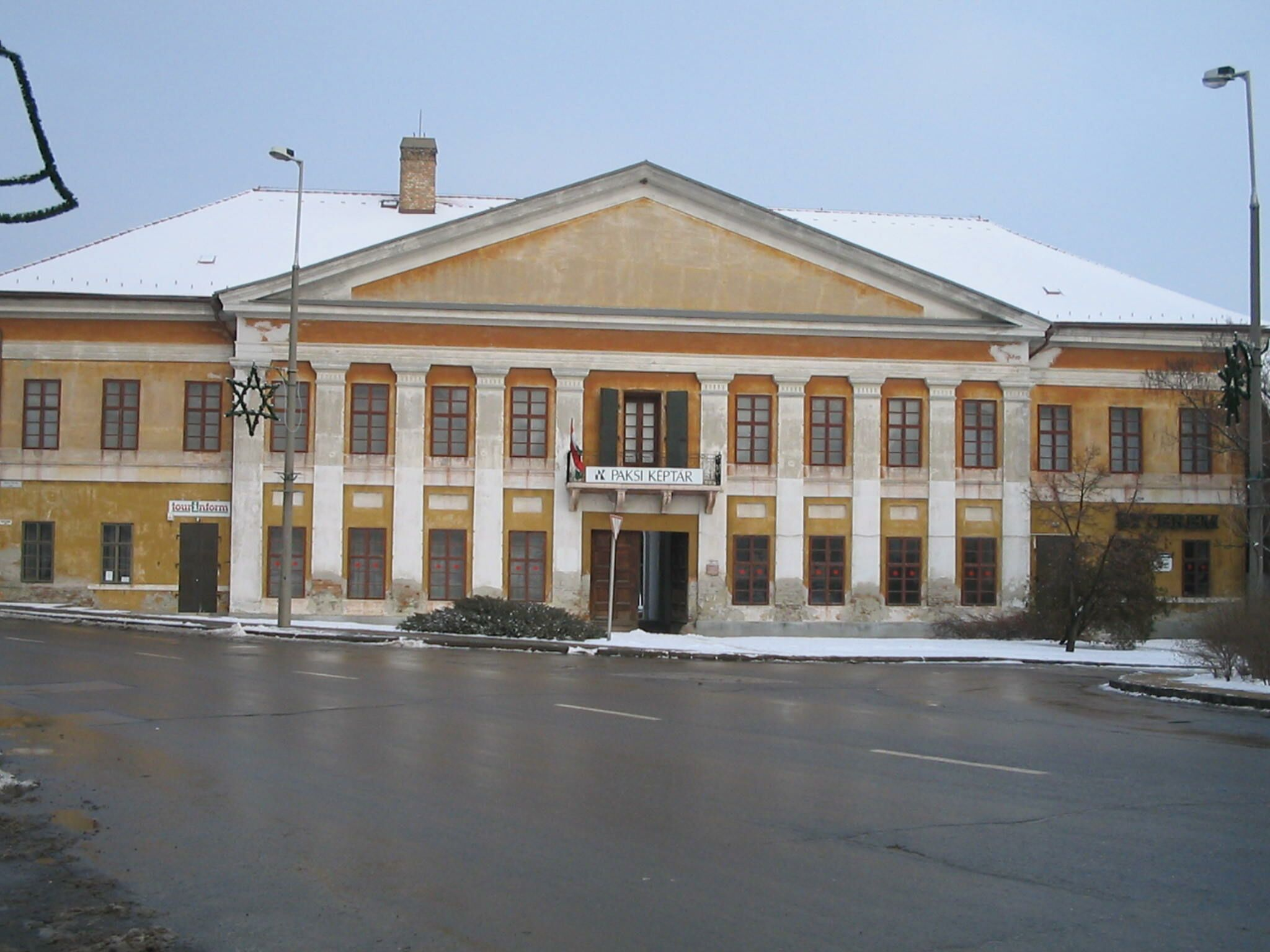
Az Erzsébet szálló a felújítása előtt

Az Erzsébet Nagy Szálloda Paks város egyetlen országszerte is ismert építészeti műemléke. 
A reformkori nagy építkezések Pakson is jelentkeztek. 1844-ben a korábbi Zöldfa vendéglőt frissen felújították, és nevét Erzsébet Szállóra változtatták. 
Az épület érdekessége, hogy a kor divatjának megfelelően, szobái végig összenyithatók, mintegy folyosót alkotva, az ajtók is egy vonalban helyezkednek el.
Széchenyi István kezdeményezésére országszerte nyíltak kaszinók. A paksi plébános (a reformpolitika mellett állást foglaló Daróczy Zsigmond) közreműködésével a városban is megalakult egy ilyen intézmény, amelyet a szálló megnyitásakor odatelepítettek.
Hamarosan komoly karriert futott be, mivel az országos közvélekedés szerint a pesti és a pozsonyi kaszinók után ezt tartották az ország harmadik legjobb kaszinójának.
A városkörnyéki nemesek és politikusok köréből mindenki megfordult itt; Daróczyak, Szeniczeyek, Mádi Kovácsok, az ismertebbek közül pedig Kurcz György, Kornis József, Rosthy Pál és más értelmiségiek. 
Gyakran látott vendég volt a vármegye ismert reformpolitikusa, Bezerédj István is.
Az épületben sok országos híresség is megfordult. Liszt Ferenc a szekszárdi Augusz családnál tett egyik látogatása előtt tért be ide. A szállónak Deák Ferenc is jó hírét keltette, ugyanis unokahúga egy paksi nemeshez, Szeniczey Ferenchez ment feleségül, és Deák gyakran lakott náluk már vénülő politikusként. Ilyenkor rendszeresen átjárt kártyázni és politizálni az egyébként a Szeniczey-kúriával szemben lévő kaszinóba. 
A helyi mondás szerint egy alkalommal Erzsébet királyné is vendégeskedett a szállodában.
A 20. század derekáig előkelő kaszinóként funkcionált, a város jobb módú lakosai látogatták. Az épület a második világháborút követő államosítás után elavult, így szálló helyett a múzeum képtára költözött bele, ahol főként avantgárd művészek alkotásait állították ki, illetve régi fotókat lehetett megtekinteni a városról. Egy darabig a Tourinform helyi irodája is itt működött.
2007-ben, miután a Városi Képtár az újvárosi ipari park területére költözött, az MVM Paksi Atomerőmű vállalta magára a felújíttatás költségeit. Az építkezés során a szálló udvarán a török hódoltság korából származó leleteket, közöttük emberi csontokat találtak. A munkálatokkal 2009 nyarán végeztek. Azóta – wellnessuszodával bővítve – négycsillagos luxusszállodaként funkcionál, mélygarázs is épült hozzá.